# Андреєв Борис Федорович
Бори́с Фе́дорович Андре́єв (рос. Бори́с Фёдорович Андре́ев; 9 лютого 1915, Саратов, Російська імперія — 25 квітня 1982, Москва, Російська РФСР) — російський радянський кіноактор, народний артист РРФСР (1950). Народний артист СРСР (1962).

## Життя і творчість
Народився в сім'ї робітників. Дитячі і юнацькі роки майбутнього актора пройшли на станції Аткарськ Саратівської губернії. Після закінчення семи класів школи Борис Андрєєв став працювати слюсарем-електромонтером на комбайновому заводі в Саратову. Уже тоді він почав ходити в заводський драмгурток. Помітивши його успіхи, знаменитий Саратовський актор І. А. Слонов запропонував йому поступити до Саратовського театрального технікуму, який Борис Андрєєв успішно закінчив в 1937 році.
Якийсь час грав на сцені Саратовського драматичного театру. Театр поїхав на гастролі, в Москву, там Андрєєва помітив кінорежисер Іван Пир'єв. Незабаром, в 1939 році, на широкий екран вийшли перші фільми з його участю — «Трактористи» та «Велике життя», де актор виступив гідно й не загубився серед уже відомих артистів.
Під час зйомок фільмів «Трактористи» й «Винищувачі» знайшов двох близьких друзів — Петра Алейникова й Миколу Крючкова. Згодом у колі кіноакторів він називав цю компанію святою трійцею.
У роки німецько-радянської війни разом з Марком Бернесом Андрєєв знявся в легендарному[джерело?] фільмі «Два бійці» (1943).
У ролі Іллі Журбина («Велика родина», 1954) виявилося вміння актора втілювати психологічно глибокі характери. Перейнято емоційною насиченістю виконання Андрєєвим ролей Баукіна в «Жорстокості» (1959), Росомахи в «Шлях до причалу» (1962). Найбільшою роботою артиста в кіно став Ватажок у фільмі «Оптимістична трагедія» (1963).
В 1971—1973 роках Борис Андреєв знявся в ролях і прокоментував текст у документальних фільмах: «Народний артист Андрєєв», «Народний артист Касимов», «Народний артист Шукур Бурханов».
Похований на Ваганьковському цвинтарі у Москві.

## Фільмографія
1. 1939: «Трактористи» — Назар Дума
2. 1939: «Велике життя» — Харитон Єгорович Балун
3. 1939: «Винищувачі» — лейтенант Пташеня
4. 1939: «Щорс» — молодий червоноармієць
5. 1941: «Богдан Хмельницький» — козак Довбня, син Шайтана / боярин Пушкін, московський посол
6. 1941: «Бойова кінозбірка № 8» — Макар, танкіст («Три танкіста»)
7. 1941: «Валерій Чкалов» — механік
8. 1942: «Олександр Пархоменко» — анархіст
9. 1942: «Дорога до зірок» — льотчик
10. 1942: «Як гартувалася криця» — залізничник
11. 1942: «Котовський» — студент, що роздає боргові розписки
12. 1942: «Син Таджикистану» — Іван
13. 1943: «Два бійці» — Саша Свинцов
14. 1944: «Малахів курган» — майор Жуковський
15. 1944: «Я — чорноморець!» — червонофлотець Степан Полосухін і його батько Григорій Полосухін
16. 1944: «Одного разу вночі» — Христофоров
17. 1945: «Золота стежка» — Єпіфанцев
18. 1946: «Велике життя. 2 серія» — Харитон Єгорович Балун
19. 1947: «Сказання про землю Сибірську» — Яків Захарович Бурмак
20. 1949: «Зустріч на Ельбі» — сержант Єгоркін
21. 1949: «Кубанські козаки» — Федя Груша
22. 1949: «Падіння Берліна» — Олексій Іванов
23. 1951: «Незабутній 1919 рік» — Шибаєв
24. 1952: «Максимко» — матрос Лучкин
25. 1953: «Доля Марини» — Матвій
26. 1954: «Велика родина» — Ілля Матвійович Журбін, син Матвія Журбина, начальник на стапелі
27. 1955: «Мексиканець» — Пауліно Вера
28. 1956: «Ілля Муромець» — богатир Ілля Муромець
29. 1958: «Поема про море» — Сава Зарудний, голова колгоспу
30. 1958: «Літа молодії» — Захар
31. 1959: «Жорстокість» — Лазар Євтіфійович Баукін
32. 1959: «Ходіння по муках» — матрос Чугай
33. 1959: «У степовій тиші» — епізод
34. 1960: «Повість полум'яних літ» — генерал Глазунов
35. 1961: «Козаки» — Єрошка
36. 1962: «Шлях до причалу» — боцман «Полоцька» Зосима Семенович Росомаха
37. 1963: «Оптимістична трагедія» — ватажок
38. 1964: «Зачарована Десна» — дід Платон
39. 1965: «Над нами Південний хрест» — Павло Іванович Федосєєнко
40. 1968: «День янгола» — купець Гризлов
41. 1971: «Острів скарбів» — довгов'язий Джон Сільвер
42. 1971: «Жартуєте?» — таксист
43. 1973: «Діти Ванюшина» — Олександр Єгорович Ванюшин
44. 1975: «На край світу…» — шляховий обхідник
45. 1975: «Призначаєшся онукою» — дід Тимофій
46. 1976: «Перший рейс» — капітан дядько Мітя (Дмитро Іванович Бєлоусов)
47. 1976: «Моя справа» — Друянов
48. 1977: «Нісенітниця» — Василь Олександрович Блістанов, актор, комік, старий
49. 1980: «Сергій Іванович іде на пенсію» — Сергій Іванович
50. 1982: «Передмова до битви» — Мохов
51. 1982: «Сльози крапали» — Микола Ванічкін

## Відзнаки і нагороди
- Сталінська премія, 1949, 1951.